# .mk
.mk là tên miền Internet cấp quốc gia (CcTLD) của Cộng hòa Bắc Macedonia do MARNET quản lý.